# Nils Collett Vogt
Nils Collett Vogt (25. september 1864 i Christiania – 23. december 1937) var en norsk digter.
Vogt blev student 1884 og udgav i 1887 sine første Digte, som han måtte tage til København for at få forlægger til. Tidens digtning i Norge var strengt realistisk og der var liden interesse for vers.
Vogt var begejstret tilhænger af de nye radikale idéer i kunst, politik og samfundsliv, og hans roman Familiens Sorg (1889) gav en lidenskabelig, ensidig skildring af en ung mands kampe og trængsler for sine idéers skyld inden for en konservativ embedsmandsfamilie.
Vogt rejste udenlands; skønhedsindtrykkene, særlig i Italien, virkede befriende og berusende på ham, og digtsamlingen Fra Vaar til Høst (1894) indeholdt digte af stormende jubel, ved siden af de toner af oprør og trods, som havde præget den første samling.
I en lang række digtsamlinger har Vogt senere uddybet sin mandige og pragtfulde lyrik: Musik og Vaar (1896), Det dyre Brød (1900),
Fra Kristiania (1904), Septemberbrand (1907), Hjemkomst (1917), Ned fra Bjerget (1924) og Vind og Bølge (1927).
Der er i alle Vogts digte en frisk og kraftig rytme, som alle norske siges med glæde kende igen som særlig norsk, og samtidig en ægthed i lidenskaben, en inderlighed i følelse og stemning, som griber enhver elsker af poesi.
Hans idealer er vedblevet at være de samme, men med alderen er udtrykkene for begejstring og smerte blevet rigere, mere fuldtonende, og den kunstneriske form mere overlegen.
Ved siden af at være en herlig lyriker, gjorde Vogt sig kendt som en fremragende menneskekender og skildrer; fortællingen Harriet Blich (1902) var en ægte Oslo-skildring, og hans skuespil viste sig fortrinlig egnet for scenen.
Fortællingerne Mennesker udkom 1903; hans interessante første drama To Mennesker (1904) opførtes på Nationaltheatret; men først med De skadeskudte, oprindelig udgivet i Samlingen Spændte Sind (1910), vandt Vogt sin sejr som dramatiker på Nationaltheatret, som senere fulgtes af Therese (1914).
Vogt havde en ypperlig, naturlig og malende replik, og der er stemning, fantasi og menneskekundskab i hans skuespil. I 1913 udkom Moren, i 1920 Karneval.
Vogt var også en fremragende journalist, som har tilført norsk kulturliv originalt og levende stof. Af hans artikler er udgivet Smaa Breve fra Finmarken (1918) og Levende og Døde (1922).